# هاروكا كودو
هاروكا كودو (باليابانية: 工藤遥) مواليد 27 أكتوبر 1999، هي مغنية يابانية بدأت مسيرتها الفنية عام 2010. قامت بأداء صوت الشخصية بونزو في أنمي Hunter X Hunter.

## وصلات خارجية
- هاروكا كودو على موقع IMDb (الإنجليزية)
- هاروكا كودو على موقع ميوزك برينز (الإنجليزية)
- هاروكا كودو على موقع ديسكوغز (الإنجليزية)
- هاروكا كودو على موقع قاعدة بيانات الفيلم (الإنجليزية)

- الموقع الإلكتروني